# Ligyrus maimon
Ligyrus maimon är en skalbaggsart som beskrevs av Wilhelm Ferdinand Erichson 1847. Ligyrus maimon ingår i släktet Ligyrus och familjen Dynastidae. Inga underarter finns listade i Catalogue of Life.